# أميركان ليزر غيمز
ليزر أميركان غيمز (بالإنجليزية: American Laser Games)‏ ، هي شركة ألعاب فيديو أمريكية سابقة كانت موجودة في ولاية نيومكسيكو الأمريكية، أسست أواخر عقد 1980م، وأنتجت عدداً من ألعاب الفيديو مثل ماد دوغ ماكري سنة 1990م، ولعبة كرايم باترول سنة 1993م وغيره، وأعلنت حلها سنة 2001م.

## أعماله
- ماد دوغ ماكري (1990)
- هو شوت جوني روك؟ (1991)
- سبيس بايرتس (1992)
- ماد جوغ 2: ذا لاست غولد (1992)
- غالايرز غاليري (1992)
- كرايم باترول (1993)
- كرايم باترول 2: دروغ وارز (1994)
- ذا لاست باونتي هانتر (1994)
- فاست درو شاوداون (1994)
- شوت أوت آت أولد توكسون (1994)

## مصدر
1. ↑  "CD-ROM games for girls." Guardian. New Straits Times. June 1, 1995. نسخة محفوظة 6 مايو 2020 على موقع واي باك مشين.

## وصلات خارجية
- KLOV entry for American Laser Games
- The Dot Eaters Article covering ALG and the laser game craze